# Gottshaus
Gottshaus ist eine ehemalige Ortsgemeinde der Munizipalgemeinde Hauptwil im Bezirk Bischofszell des Kantons Thurgau in der Schweiz. Am 1. Januar 1996 fusionierten Gottshaus und Hauptwil zur politischen Gemeinde Hauptwil-Gottshaus.

## Geographie
Das östlich von Bischofszell in einer Hügellandschaft gelegene Gottshaus umfasst das Kirchendorf St. Pelagiberg, die Ortschaft Wilen (Gottshaus) sowie ca. 40 Höfe und Weiler.

## Geschichte

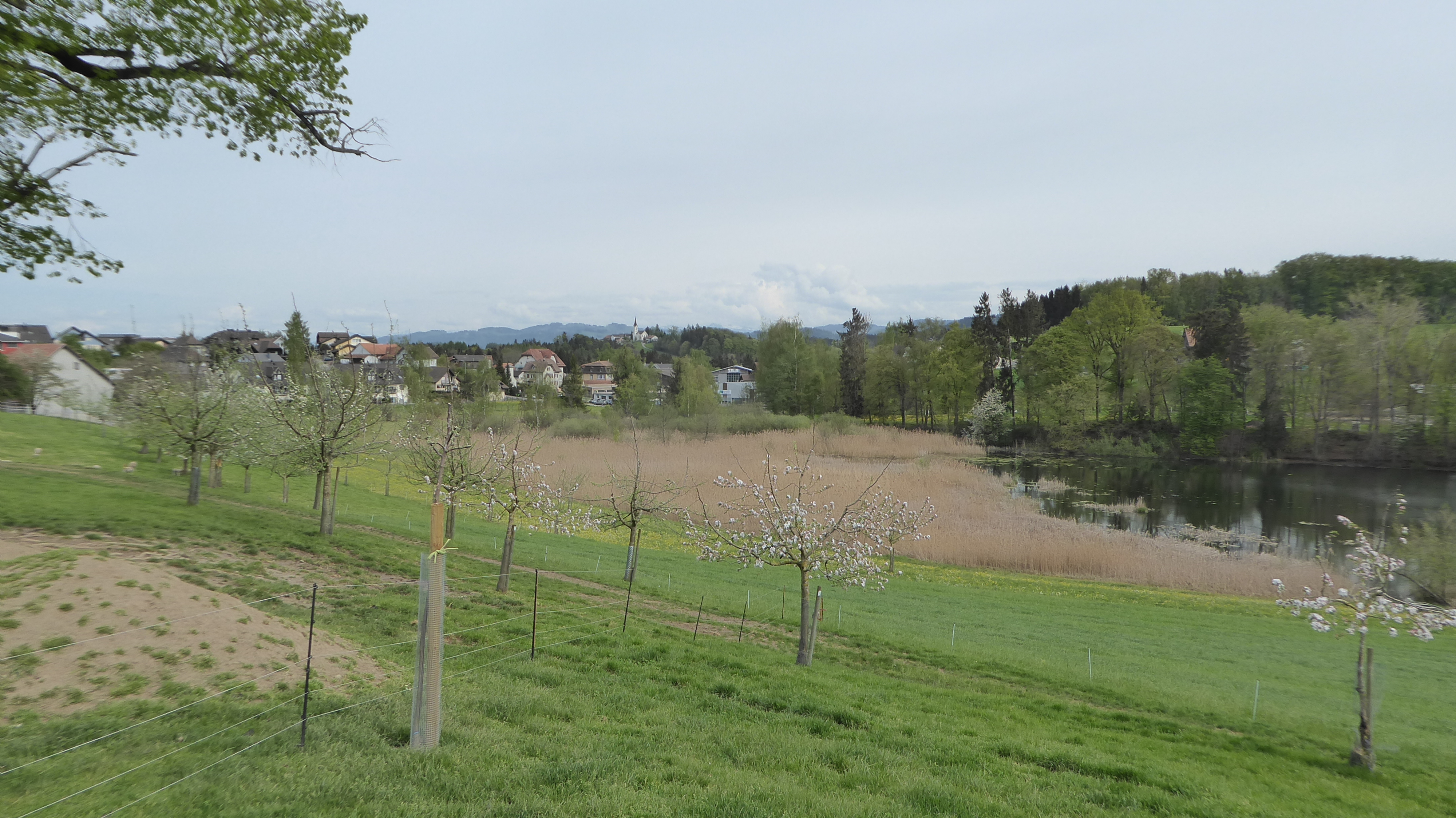
Wilen (Gottshaus)

Die Höfe von Gottshaus dürften zur Ausstattung des im 9. Jahrhundert vom Konstanzer Bischof Salomo I. gegründeten Chorherrenstifts St. Pelagius in Bischofszell gehört haben. In der zweiten Hälfte des 13. Jahrhunderts wurde Gottshaus erstmals erwähnt. Vom Mittelalter bis 1798 bildete Gottshaus als Pelagi-Gottshaus-Gericht ein Niedergericht des Stifts und wurde von der bischöflich-konstanzischen Obervogtei Bischofszell verwaltet. Die ab 1486 belegte Kapelle St. Pelagiberg gehörte zur Pfarrei Bischofszell und wurde 1535 in der Gegenreformation eine Wallfahrtskirche, die 1726 dem Chorherrenstift inkorporiert wurde. 1908 löste sich der östliche Teil der Gemeinde Gottshaus von Bischofszell und bildet seither die katholische Kirchgemeinde St. Pelagiberg.

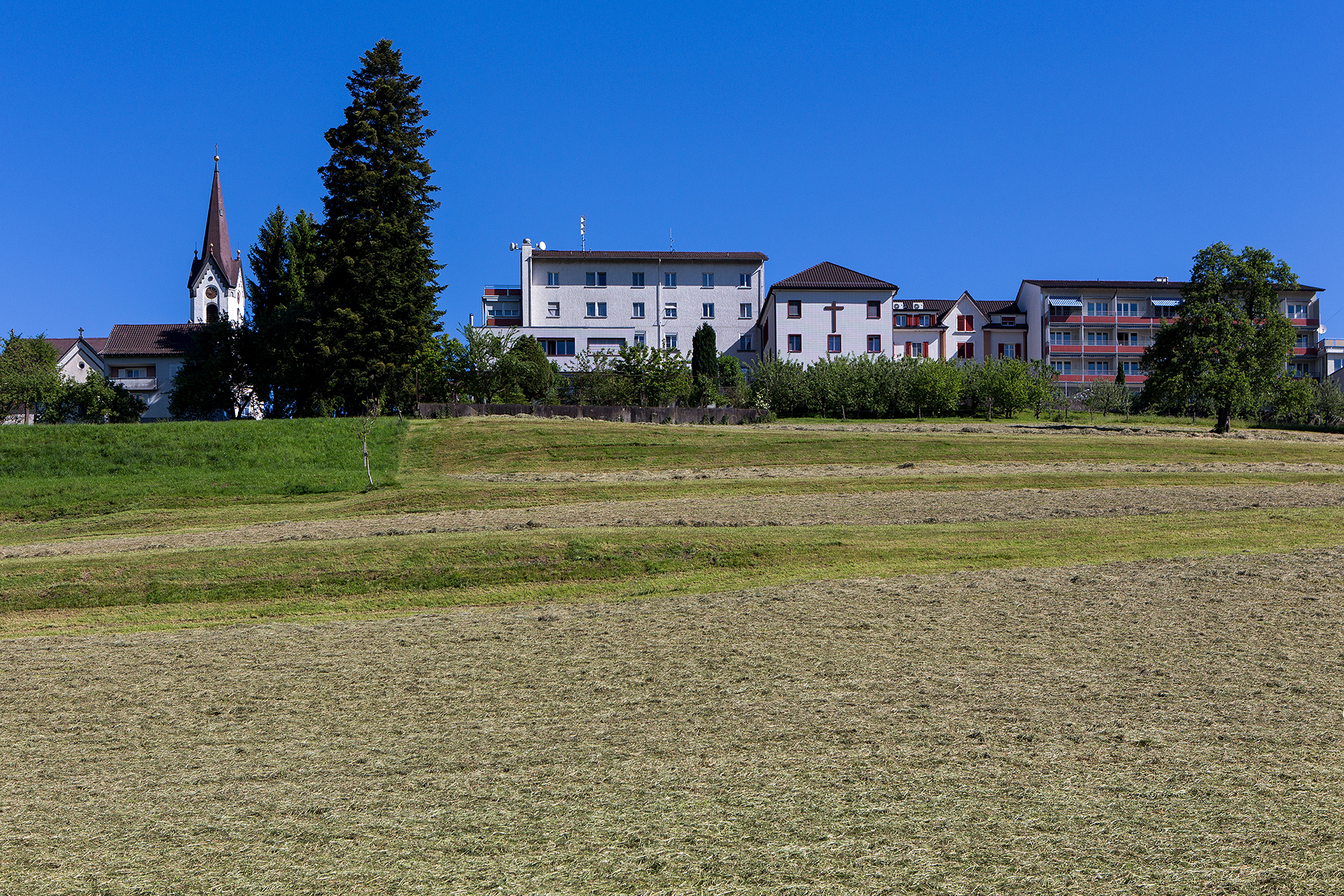
St. Pelagiberg

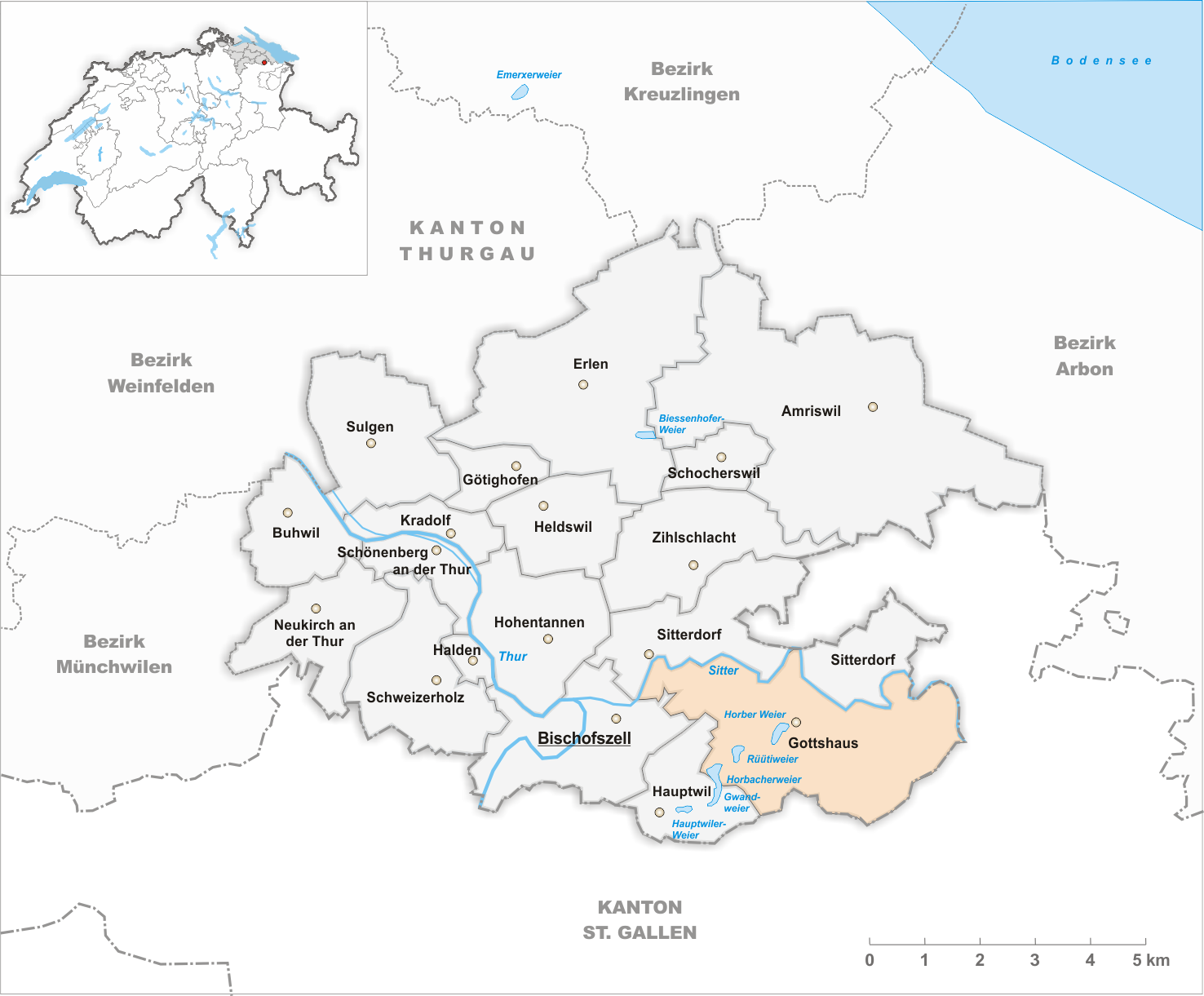
Gemeindestand vor der Fusion im Jahr 1996

Die 1430 vom Stift zur Fischzucht angelegten Weiher dienten vom 17. bis 19. Jahrhundert der Textilindustrie in Hauptwil und stehen seit 1946 unter Naturschutz. Die Landwirtschaft ist bis heute der wichtigste Erwerbszweig geblieben: Der Ackerbau wurde gegen Ende des 19. Jahrhunderts von Viehzucht, Milchwirtschaft mit zahlreichen Käsereien und Obstbau abgelöst.
Die evangelischen Bewohner gehören seit jeher zur Kirchgemeinde Bischofszell-Hauptwil. Die Katholiken gehörten kirchlich vollständig zur Pfarrei Bischofszell, bis 1908 im oberen Gottshaus die Pfarrei in St. Pelagiberg entstand.
Der zur Schaffung grösserer Bauzonen notwendige Ausbau der Infrastruktur brachte Gottshaus an den Rand der finanziellen Überforderung, so dass der Zusammenschluss mit einer Nachbargemeinde kaum mehr zu umgehen war.
Am 1. Januar 1996 kamen die Ortsteile Stocken und Breite zur Einheitsgemeinde Bischofszell, und der Rest der Ortsgemeinde Gottshaus fusionierte mit Hauptwil zur politischen Gemeinde Hauptwil-Gottshaus.

## Wappen
Blasonierung: In Rot Brustbild des heiligen Pelagius mit schwarzem Priesterhut, Rock und Palmwedel, Gesicht und Hand weiss.
Der heilige Pelagius mit Märtyrerpalme verweist auf die ehemalige Zugehörigkeit des Gemeindeteils Gottshaus  zum St. Pelagiusstift Bischofszell.

## Bevölkerung
| Jahr              | 1850  | 1900  | 1950  | 1980  | 1990  | 2000  | 2010  | 2018                  | 2023                  |
| Ortsgemeinde      | 781   | 676   | 798   | 707   | 811   |       |       |                       |                       |
| Wilen (Gottshaus) |       |       |       |       |       | 136   | 69    | 291 (mit Aussenhöfen) | 291 (mit Aussenhöfen) |
| St. Pelagiberg    |       |       |       |       |       | 117   | 79    | 340 (mit Aussenhöfen) | 391 (mit Aussenhöfen) |
| Quelle            | [ 3 ] | [ 3 ] | [ 3 ] | [ 3 ] | [ 3 ] | [ 7 ] | [ 8 ] | [ 2 ]                 | [ 9 ]                 |

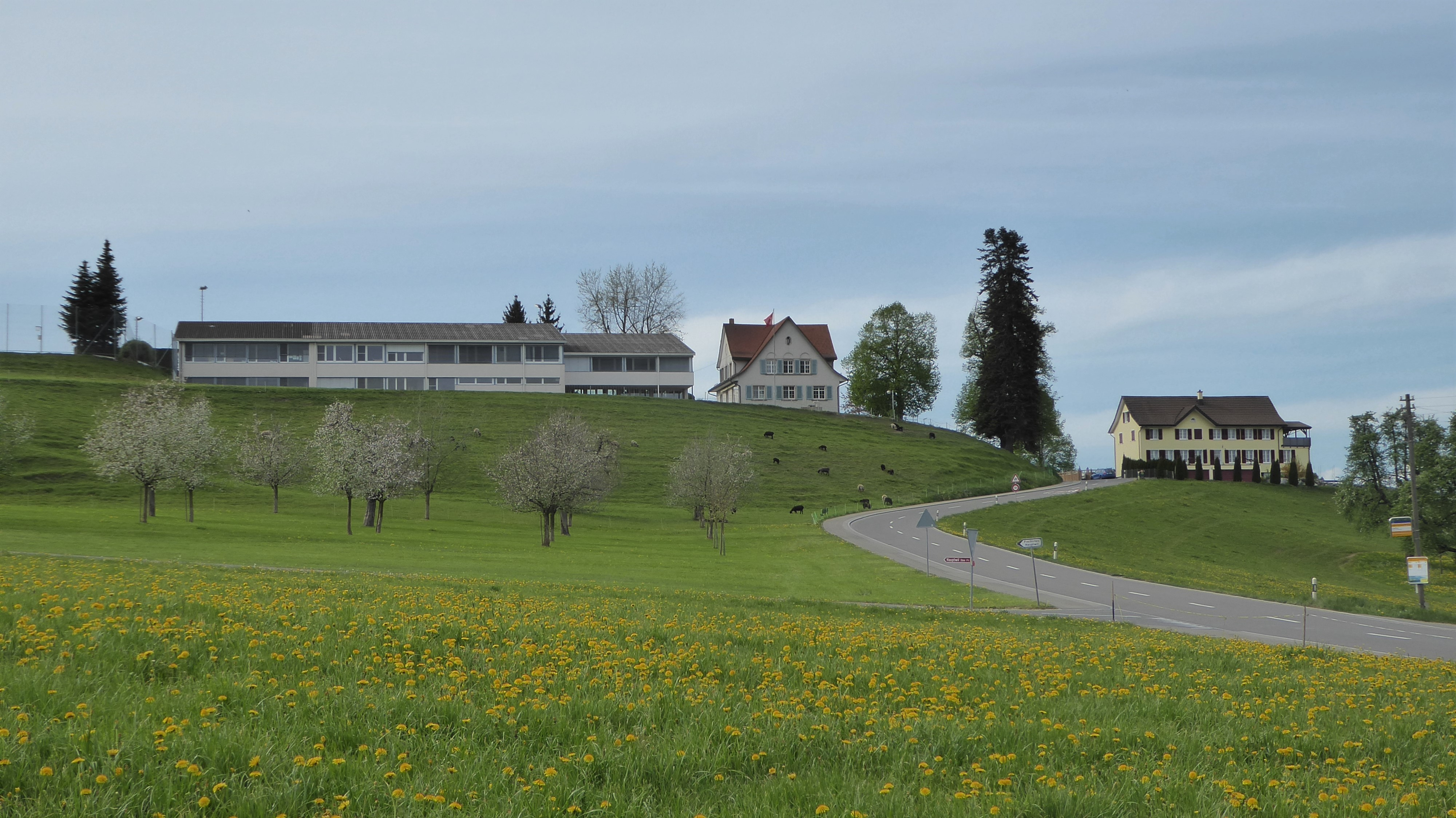
Schulhaus Gottshaus auf dem Hoferberg zwischen Wilen (Gottshaus) und St. Pelagiberg

Von den insgesamt 291 Einwohnern der Ortschaft Wilen (Gottshaus) am 31. Dezember 2023 waren 10 bzw. 3,4 % ausländische Staatsbürger. 123 (42,3 %) waren römisch-katholisch und 80 (27,5 %) evangelisch-reformiert.
Von den 391 Bewohnern St. Pelagibergs waren am gleichen Datum 36 bzw. 9,2 % ausländische Staatsbürger. 169 (43,2 %) waren römisch-katholisch und 81 (20,7 %) evangelisch-reformiert.

## Verkehr

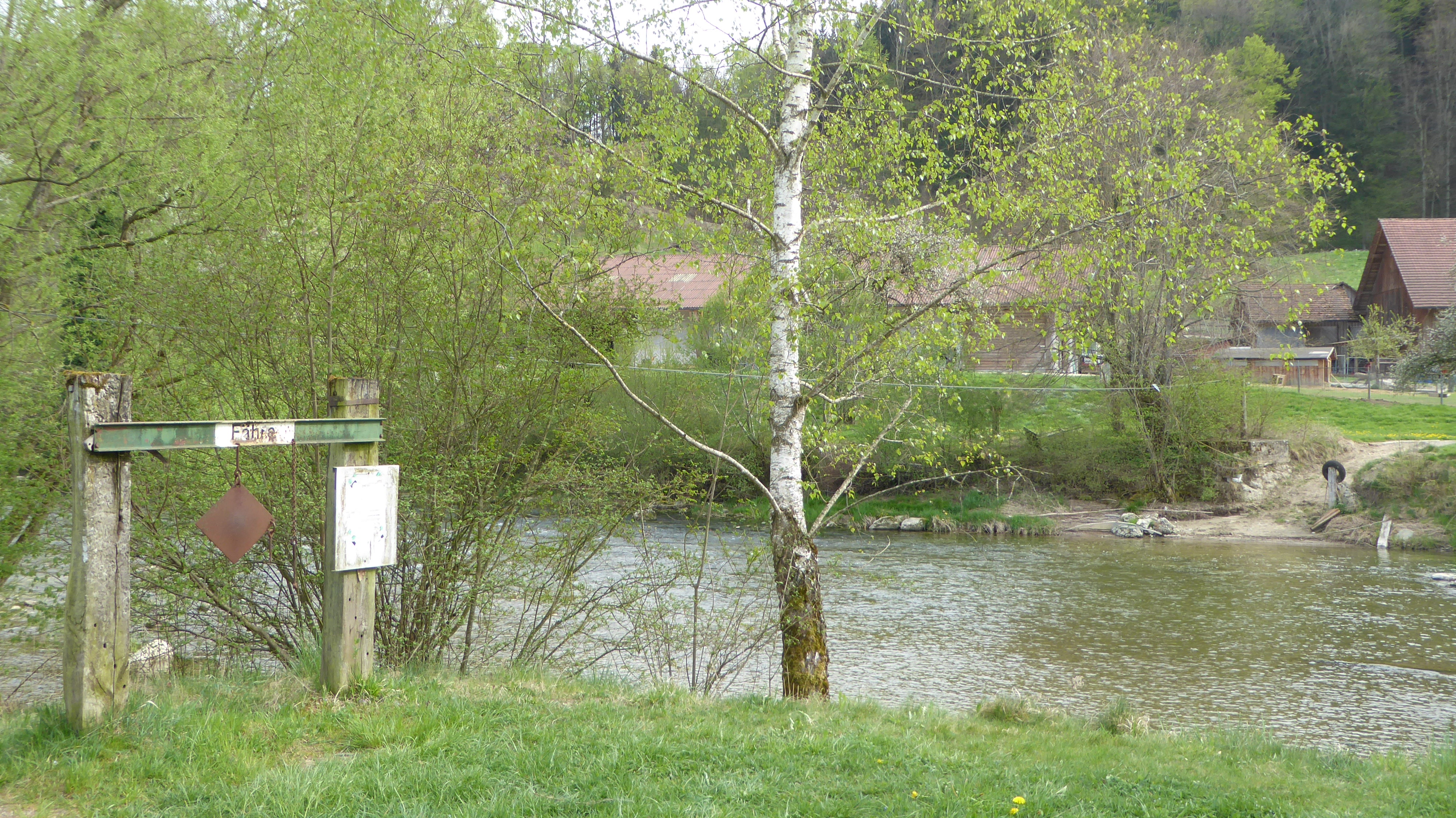
Fähre Gertau

Von Gottshaus führen Strassen nach Bischofszell, Hauptwil, Waldkirch, Bernhardzell und über die Sitter nach Häggenschwil. Eine Postautolinie verbindet Bischofszell über Wilen (Gottshaus) mit St. Pelagiberg. In der Gertau führt die Fähre Gertau–Degenau über die Sitter zur Degenau in der Nachbargemeinde Zihlschlacht-Sitterdorf.

## Persönlichkeiten
- Ulrich Hugwald (1496–1571), Gelehrter, Lehrer und reformatorischer Schriftsteller

## Sehenswürdigkeiten
Zu den Kulturgütern von Gottshaus gehören die Kirche St. Pelagiberg und eine ehemalige Mühle in Lauften.